# 凛 (関ジャニ∞の曲)
『凛』（りん）は、関ジャニ∞の楽曲。2021年11月17日に10枚目のフル・アルバム『8BEAT』の収録曲としてINFINITY RECORDSから発売された。2021年に開催された『東京2020オリンピック』以降の、フジテレビ系列のオリンピック・パラリンピック及びスポーツ番組で使用されている『FUJI Network. Song for Athletes』である。

## 概要
- 作詞・作曲はオカダユータ、編曲は清水哲平が担当。
- 2021年6月26日、メンバーの村上信五がMCを務めたフジテレビ系特別番組『東京五輪ライバル物語 〜勝者も敗者も思い詰まった夢舞台へ〜』[5]にて、本曲が初解禁され、フジテレビ系『FUJI Network. Song for Athletes』として起用されたことを発表[6]。以降、同局系列のスポーツ番組で本曲が使用されている[1]。
  - 本曲解禁以前まで、『フジテレビ系スポーツ情熱ソング』として自身の楽曲「歓喜の舞台」が使用されていた番組は、全て本曲に差し替えられた。
- 同年7月23日 - 8月8日、夏季オリンピック『東京2020オリンピック』及び関連番組（全てフジテレビ系列）で本曲が『FUJI Network. Song for Athletes』として使用された[1]。
  - フジテレビ系『東京2020オリンピック』及び後述の『東京2020パラリンピック』に『FUJI Network. Song for Athletes』としての起用となるが、これはフジテレビ系列を含む民放5系列による東京2020オリンピック共同企画『一緒にやろう2020』のテーマソングとして桑田佳祐の「SMILE〜晴れ渡る空のように〜」が起用されている為、この名称で使用された[注 1]。
  - 同オリンピックでは、村上がメインキャスターを務めた[8]。
- 同年8月1日、自身のファンクラブ内動画コンテンツ『関ジャニ∞TV』にて、本曲のミュージック・ビデオが先行公開された[9]。
- 同年8月4日、本曲のミュージック・ビデオがYouTubeにて正式公開された[10][1]。
  - 同MVは、歌唱するメンバーの姿をストレートに捉えた映像と、アスリート達の競技シーン、医療従事者の映像で構成されている[1]。
  - 公開時にリリースが発表されていない自身の楽曲のMVが公開されるのは初である。
- 同年8月24日 - 9月5日、夏季パラリンピック『東京2020パラリンピック』及び関連番組（全てフジテレビ系列）にて、本曲が『FUJI Network. Song for Athletes』として使用された[11]。
- 同年10月1日より、村上の冠番組であるフジテレビ系『村上信五∞情熱の鼓動』のテーマソングに『FUJI Network. Song for Athletes』として起用された[12]。
- 同年11月17日、自身の10thアルバム『8BEAT』の収録曲として発売された[2]。同作で本曲の初のCD化となる。
- 2022年2月4日 - 20日、冬季オリンピック『北京2022オリンピック』のフジテレビ系テーマソングに『FUJI Network. Song for Athletes』として起用された[13][注 2]。
  - 同オリンピックでは、前回大会と同様に村上がメインキャスターを務めた[14]。

## チャート成績
- ミュージック・ビデオ
  - 2021年8月4日に本曲のミュージック・ビデオが公開され[1]、翌9月5日に同MVの総再生回数が100万回を突破。以降、2022年2月11日に200万回、2023年1月15日に300万回を突破した。

## クレジット
※本曲が収録されたアルバム『8BEAT』のクレジットより。

### 作詞・作曲・編曲
- 作詞・作曲：オカダユータ
- 編曲：清水哲平

### 参加ミュージシャン
- Drums：かどしゅんたろう
- E Bass：黒須克彦
- A Piano & Organ：ツタナオヒコ
- Strings：真部裕ストリングス
- A&E Guitar & all other Instruments：清水哲平

## タイアップ
※以下全て『FUJI Network. Song for Athletes』としての起用。
- フジテレビ系『FUJI Network. Song for Athletes』[3]
  - フジテレビ系『東京2020オリンピック』[1]
  - フジテレビ系『東京2020パラリンピック』[11]
- フジテレビ系『村上信五∞情熱の鼓動』テーマソング[12]
- フジテレビ系『北京2022オリンピック』テーマソング[13]

## 収録作品

### アルバム
- 10thアルバム『8BEAT』
- 配信限定アルバム『関ジャニ∞のいろは』

※1ハーフバージョンを収録。
- 配信限定アルバム『関ジャニ∞のいろは2023』

※1ハーフバージョンを収録。

### 映像作品

#### ライブ映像
- 20thライブDVD/Blu-ray『KANJANI'S Re:LIVE 8BEAT』

#### ミュージック・ビデオ
- 20thライブDVD/Blu-ray『KANJANI'S Re:LIVE 8BEAT』(通常盤)

## テレビ歌唱
- ザ少年倶楽部プレミアム（2021年11月19日、NHK BSプレミアム）[15]
- SONGS OF TOKYO Festival（2021年11月28日、NHKワールド JAPAN）[16]
- 2021 FNS歌謡祭（2021年12月1日、フジテレビ）[17]
- 東京ドームに2年ぶりの大集合!ジャニーズカウントダウン2021→2022（2021年12月31日、フジテレビ）[18][19]
- 2023 FNS歌謡祭（2023年12月6日、フジテレビ）[20]